# Robert Barron
Robert Emmet Barron, född 19 november 1959 i Chicago, Illinois, är en amerikansk romersk-katolsk biskop. Han är sedan år 2022 biskop av Winona–Rochester. Han var tidigare hjälpbiskop av Los Angeles och titulärbiskop av Macriana in Mauretania.